# Hugh Wiley Hitchcock
 (juillet 2025).
Si vous disposez d'ouvrages ou d'articles de référence ou si vous connaissez des sites web de qualité traitant du thème abordé ici, merci de compléter l'article en donnant les références utiles à sa vérifiabilité et en les liant à la section « Notes et références ».
Pour les articles homonymes, voir Hitchcock (homonymie).
Hugh Wiley Hitchcock, né le 28 septembre 1923 à Détroit (Michigan) et mort le 5 décembre 2007 à New York, est un musicologue américain surtout connu pour avoir réalisé le catalogue des œuvres de Marc-Antoine Charpentier.

## Biographie
Hugh Wiley Hitchcock naît à Détroit (Michigan) le 28 septembre 1923. Il fait ses études au Dartmouth College et à l'université du Michigan. Après avoir étudié avec Nadia Boulanger à Paris, il a soutenu son Ph.D. à l'Université du Michigan en 1954. Il y a enseigné de 1950 à 1961 puis au Hunter College de 1961 à 1971. Il a enseigné à l'Université de New-York jusqu'en 1993 où il prit sa retraite. Il a été président de l'Association des bibliothèques musicales (en) (1966-1967), de la Charles Ives Society (1973-1993) et de la Société américaine de musicologie (en), (1990-1992).
Hitchcock a beaucoup travaillé sur la musique baroque de France et d'Italie, spécialement sur Marc-Antoine Charpentier. Il a fait des contributions importantes à l'étude des musiques traditionnelles, populaires et savantes en Amérique et son article sur la question est une référence. En plus de Charles Ives, il a porté son attention sur des compositeurs américains contemporains comme Virgil Thomson, John Cage et Henry Cowell. il a été coéditeur du New Grove Dictionary of American Music et consultant pour la musique américaine pour The New Grove Dictionary of Music and Musicians.

## Livres
- The Latin Oratorios of Marc-Antoine Charpentier (dissertation, U. of Michigan, 1954)
- Music in the United States: a Historical Introduction (1969; 4th ed., 1999)
- (ed., with V. Perlis) An Charles Ives Celebration (Brooklyn, NY, and New Haven, CT, 1974)
- After 100 [!] Years: the Editorial Side of Sonneck (Washington DC, 1975)
- Charles Ives (London, 1977, 3rd ed. 1988)
- (with L. Inserra) The Music of Henry Ainsworth’s Psalter (Brooklyn, NY, 1981)
- Les œuvres de Marc-Antoine Charpentier: catalogue raisonné (Picard Paris, 1982)
- Marc-Antoine Charpentier (Oxford, 1990)
- Charles Ives: 129 Songs (New York City, 2004)

## Crédit de traduction
- (en) Cet article est partiellement ou en totalité issu de l’article de Wikipédia en anglais intitulé « H. Wiley Hitchcock » (voir la liste des auteurs).